# Вердон (Небраска)
Вердон (англ. Verdon) — селище (англ. village) в США, в окрузі Річардсон штату Небраска. Населення — 164 особи (2020).

## Географія
Вердон розташований за координатами 40°8′57″ пн. ш. 95°42′40″ зх. д. / 40.14917° пн. ш. 95.71111° зх. д. (40.149086, -95.711196).  За даними Бюро перепису населення США в 2010 році селище мало площу 0,61 км², уся площа — суходіл.

## Демографія
Згідно з переписом 2010 року, у селищі мешкали 172 особи в 84 домогосподарствах у складі 51 родини. Густота населення становила 280 осіб/км².  Було 104 помешкання (169/км²).
Расовий склад населення:
| - 97,1 % — білих - 1,2 % — корінних американців |

До двох чи більше рас належало 1,2 %. Частка іспаномовних становила 2,9 % від усіх жителів.
За віковим діапазоном населення розподілялося таким чином: 14,0 % — особи молодші 18 років, 56,3 % — особи у віці 18—64 років, 29,7 % — особи у віці 65 років та старші. Медіана віку мешканця становила 50,2 року. На 100 осіб жіночої статі у селищі припадало 109,8 чоловіків;  на 100 жінок у віці від 18 років та старших — 108,5 чоловіків також старших 18 років.
Середній дохід на одне домашнє господарство  становив 45 437 доларів США (медіана — 37 656), а середній дохід на одну сім'ю — 59 336 доларів (медіана — 53 750). Медіана доходів становила 37 813 долари для чоловіків та 25 556 доларів для жінок. За межею бідності перебувало 16,5 % осіб, у тому числі 32,1 % дітей у віці до 18 років та 12,8 % осіб у віці 65 років та старших.
Цивільне працевлаштоване населення становило 88 осіб. Основні галузі зайнятості: освіта, охорона здоров'я та соціальна допомога — 33,0 %, роздрібна торгівля — 18,2 %, виробництво — 11,4 %, транспорт — 8,0 %.